# Mia sorella è invisibile!
Mia sorella è invisibile! (Invisible SIster) è un film per la televisione del 2015 diretto da Paul Hoen. Basato sul libro My Invisible Sister di Beatrice Colin e Sara Pinto, il film racconta la storia di una studentessa che, per il suo progetto di scienze, rende invisibile la sorella maggiore. Il film debutta negli Stati Uniti il 9 ottobre 2015, mentre in Italia il 27 febbraio 2016.

## Trama
Cleo è una ragazza liceale che ha sempre vissuto la sua intera vita all'ombra di sua sorella maggiore, Molly, la ragazza più popolare della scuola, dove viene riconosciuta da tutti. Al contrario della sorella, Cleo è una studentessa eccellente, introversa, sarcastica e un po' cinica. Il suo professore di scienze, nel frattempo, respinge il suo progetto originale e gli consegna un compito molto più difficile: deve trasformare una soluzione misteriosa in un cristallo trasparente.
Quella stessa sera, durante una festa in casa Eastman, Cleo lavora al suo esperimento, ma accidentalmente rovescia una sostanza chimica sconosciuta nella soluzione, la quale produce un vapore facendo diventare invisibile una falena, che però gli sfugge. Terminata la festa, Molly, preparandosi per la partita di lacrosse del giorno dopo, beve per errore la falena caduta nel bicchiere.
Il giorno dopo, Molly scopre di essere diventata invisibile e per evitare di mancare la scuola e partecipare alla partita di lacrosse, dove dovrà essere notata dagli allenatori del college, chiede aiuto a Cleo per fingersi lei. Dopo aver trovato il microscopio, Molly scopre che Carter è innamorato di lei e, con il trasvestimento da orso del fidanzato Coug, si finge Cleo dove gli chiede di uscire. Successivamente anche George scopre l'invisibilità di Molly, e durante la partita di lacrosse Cleo, con l'aiuto di Molly, segna il gol definitivo della partita.
Tornate a casa, Cleo e George scoprono che anche le sue cellule stanno diventando invisibili e che se non trovano l'antidoto prima della mezzanotte dello stesso giorno, Molly resterà invisibile per sempre. Successivamente, Cleo e Molly vanno al cimitero per trovare una falena per l'esperimento, mentre George va a scuola. Il tentativo di trovare la falena fallisce, e dopo una lite tra le due sorelle, Cleo si scusa con Molly ammettendo che lei è sempre stata invisibile agli occhi della sorella. Molly, dopo aver catturato la falena, accetta le scuse della sorella minore rivelando che anche lei è sempre stata invidiosa di Cleo per essere un genio. 
Arrivati a scuola e aver fatto spaventare la guardia di sicurezza con l'invisibilità di Molly, Cleo e George scoprono gli ingredienti dell'esperimento, ma hanno bisogno dell'aiuto di Carter.
Il gruppo quindi va al Romp the Swamp! per cercare il ragazzo, ma Coug si domanda come mai Molly non si sia mai fatta viva tutto il giorno e la ragazza si rivela al ragazzo mostrando la sua invisibilità. Cleo trova Carter, e dopo essersi scusato con lui e ammettendo la sua cotta, vanno al capannone per far tornare di nuovo Molly. Il gruppo ha 45 minuti prima che scocchi la mezzanotte, ma Molly, per far vedere al professore Perkins quello che ha creato Cleo, non riesce a bere in tempo l'antidoto rimanendo invisibile. Cleo però non si arrende e fa bere l'antidoto con lo zenzero effervescente facendola tornare visibile. Il professore Perkins, notando il talento e l'amore di Cleo verso la scienza, la fa partecipare al prossimo seminario di New Orleans il mese successivo.
Il film si conclude con il gruppo e la squadra di lacrosse prendere un frozen yogurt tutti insieme .

## Trasmissione
Negli Stati Uniti il primo teaser trailer del film è stato distribuito durante la première del film Disney per la televisione, Descendants, mentre il trailer ufficiale è stato trasmesso durante la prima TV dell'episodio speciale di K.C. Agente Segreto, Judy in fuga. Il film ha debuttato il 9 ottobre 2015. In Italia il primo promo è stato trasmesso il 30 gennaio 2016 e il film è andato in onda il 27 febbraio 2016.